# Ruff Rhymes: Greatest Hits Collection
Albums de King Tee
Thy Kingdom Come
(1998) The Ruthless Chronicles
(2004)
Ruff Rhymes: Greatest Hits Collection est une compilation de King Tee, sortie le 3 novembre 1998.

## Liste des titres
| No  | Titre                                                                  | Album original     | Durée |
| --- | ---------------------------------------------------------------------- | ------------------ | ----- |
| 1.  | Act a Fool                                                             | Act a Fool         | 4:19  |
| 2.  | Bass                                                                   | Inédit             | 4:44  |
| 3.  | Played Like a Piano (featuring Breeze et Ice Cube)                     | At Your Own Risk   | 4:59  |
| 4.  | Ruff Rhyme (Back Again)                                                | At Your Own Risk   | 3:32  |
| 5.  | Payback's a Mutha                                                      | Act a Fool         | 4:32  |
| 6.  | At Your Own Risk                                                       | At Your Own Risk   | 4:07  |
| 7.  | Guitar Playin'                                                         | Act a Fool         | 5:24  |
| 8.  | Diss You                                                               | At Your Own Risk   | 4:16  |
| 9.  | Can This Be Real?                                                      | Inédit             | 3:46  |
| 10. | Bust Dat Ass (featuring Tha Alkaholiks)                                | Tha Triflin' Album | 4:17  |
| 11. | The Coolest                                                            | Act a Fool         | 5:08  |
| 12. | Just Clowning (featuring Breeze et Mixmaster Spade)                    | Act a Fool         | 4:41  |
| 13. | Got It Bad Y'all (featuring Tha Alkaholiks)                            | Tha Triflin' Album | 4:50  |
| 14. | Ya Better Bring a Gun (featuring Mixmaster Spade et The Compton Posse) | Inédit             |       |